# Umeå filmfestival
Umeå internationella filmfestival (engelska: Umeå International Film Festival) eller Filmfest, var en årligt återkommande filmfestival som mellan 1986 och 2007 arrangerades av Umeå filmfestivalförening i centrala Umeå, huvudsakligen i Umeå Folkets hus.
Festivalföreningen grundades 1985 på initiativ av bland andra filmaren Runar Enberg (Filmcentrum/Folkets Bio), filmvetaren Stig Eriksson (Filmstudio Röda rummet), filmvetaren Thom Palmen (Filmstudion i Umeå) och filmkritikern Anders Sjögren (Västerbottens-Kuriren). Vid den tiden fanns det i Sverige endast en större filmfestival, Göteborgs filmfestival, som arrangerades i slutet av januari, varmed Umeå filmfestival ohotat kunde etablera sig under andra halvåret, i mitten av september. Efter en lugn start med 500 besökare första året växte festivalen snabbt och hade närmare 13 000 besökare år 1991.
Filmer från hela världen visades nästan oavbrutet under en veckas tid och inte sällan lockades även internationella celebriteter till Umeå, exempelvis Christopher Lee (1994), Kim Ki-duk (1997) och Baz Luhrmann (2001). Flera såväl internationella som nationella tävlingar pågick. Samtidigt utgjorde festivalen under många år en viktig mötesplats för den nationella och regionalproducerade filmen, och många betydande och hyllade svenska filmer fick sin premiär på Umeå Filmfestival, däribland Sånger från andra våningen, Farväl Falkenberg och Du levande.
Hösten 2007 beslutade Umeå kommuns kulturnämnd att efter 22 år dra in sitt ekonomiska stöd till Umeå filmfestival på 750 000 kronor. Som en direkt konsekvens av detta ställdes all festivalverksamhet in, då föreningen utan kommunala medel inte kunde hålla igång kontoret med de anställda.
2011 gav kulturnämnden i Umeå MediaCenter och Film i Västerbotten uppdraget att genomföra den årliga filmfestivalen. Detta resulterade i festivalen MOVE. 2014 beslöts att ge föreningen Folkets Bio Umeå uppdraget att arrangera den årliga filmfestivalen. Åren 2014–2022 har genomfördes festivalen under namnet Umeå europeiska filmfestival (EFF). Sedan 2023 heter filmfestivalen åter igen Umeå Filmfestival och huserar i huvudsak i kulturhuset Väven, i samma lokaler som Folkets Bio Umeå.

### Fotnoter
1. ↑  Marianne Winka (22 juli 1991). ”Filmgalen står bakom festivalen”. Västerbottens-Kuriren:  s. 3. Läst 10 september 2021.
2. ↑  ”Umeå filmfestival”. Norrbottenskuriren. 2 november 2007. Arkiverad från originalet den 2 oktober 2016. https://web.archive.org/web/20161002081458/http://www.kuriren.nu/nyheter/dodsstot-for-umea-filmfestival-2574386.aspx. Läst 30 september 2016.
3. ↑  ”En miljon kronor till filmfestivalen MOVE 2014”. Mynewsdesk. 18 februari 2014. https://www.mynewsdesk.com/se/umea/pressreleases/en-miljon-kronor-till-filmfestivalen-move-2014-961473. Läst 11 september 2024.